# Targ
Targ es un videojuego de 1980 del género shoot 'em up para la plataforma arcade, desarrollado por Exidy.

## Sistema de juego
El jugador controla una nave espacial llamada Wummel dentro una cuadrícula de 9 por 9 limitada por cuadrados que simula una ciudad llamada Crystal City. El objetivo del juego es eliminar a las diez naves enemigas de color rojo llamadas Targ que recorren el área de juego, además de evitar las colisiones. Ocasionalmente aparece una nave enemiga diferente de color cian llamada Spectar; si el jugador logra destruirla obtiene una bonificación extra. Cuando todos los enemigos son destruidos se accede al siguiente nivel. A medida que avanzan los niveles, las naves enemigas comienzan a desplazarse a mayor velocidad.

## Secuelas
En 1980, Exidy publicó Spectar.
Una versión para Atari 2600 fue desarrollada por CBS Games en 1983, pero nunca fue publicada.